# La Habanera
La Habanera is een Duitse dramafilm uit 1937 onder regie van Detlef Sierck.

## Verhaal
De grootgrondbezitter don Pedro de Avila wordt verliefd op de Zweedse Astrée Sternhjelm. Ze trouwen en ze krijgen een kindje. Hun relatie wordt slechter, naarmate don Pedro steeds jaloerser wordt. Op den duur wil hij zelfs niet meer dat Astrée het huis verlaat.

## Rolverdeling
| Acteur                  | Personage            |
| ----------------------- | -------------------- |
| Zarah Leander           | Astrée Sternhjelm    |
| Ferdinand Marian        | Don Pedro de Avila   |
| Karl Martell            | Dr. Sven Nagel       |
| Julia Serda             | Tante Ana Sternhjelm |
| Boris Alekin            | Dr. Luis Gomez       |
| Paul Bildt              | Dr. Pardway          |
| Edwin Jürgensen         | Shumann              |
| Carl Kuhlmann           | Prefect              |
| Michael Schulz-Dornburg | Kleine Juan de Avila |
| Rosita Alcaraz          | Spaanse danseres     |
| Lisa Helwig             | Rosita               |
| Geza von Foeldessy      | Chauffeur            |